# 德國足球高級聯賽
德国足球高级联赛（德語：Fußball-Oberliga）是德國足球聯賽系統自2008年以来的第 5 級別。在德国足球丙级联赛成立之前它位于联赛体系的第四级。1978年至1994年间德国业余足球的最高级联赛“业余高级联赛”（德語：Amateuroberliga）亦使用了高级联赛的名称。

## 1945－1963年：联邦德国的顶级联赛

### 成立
高级联赛是在第二次世界大战于1945年结束之后至德国足球甲级联赛于1963年成立以前，西德足球的最高级别赛事。1945年，在美国占领区率先成立了南部高级联赛，其覆盖领土比德国此前任何时期的赛事级别都更为广泛。以此为蓝本，相继有法国占领区于1946年成立西南高级联赛以及英国占领区于1947年成立北部高级联赛和西部高级联赛。而柏林城市联赛也作为与高级联赛相同地位的联赛加入其中。自1948年起，西德四个高级联赛的冠军（偶尔也有亚军）连同柏林城市联赛的冠军将有资格参加德国足球锦标赛。

### 下级结构
高级联赛的下级结构最初是由西德各联邦州的最高业余联赛——州级联赛所组成，其冠军可以通过参加升级季后赛来角逐升入各高级联赛的资格。在1949年至1951年期间，在当时的西部、南部和西南地区足协的辖下范围内又分别成立了二级联赛，它亦称为“二等高级联赛（2. Oberliga）”。从此各高级联赛的降级者便可直接通过各二级联赛的最优秀球队进行替换。只有在北部地区足协的辖下范围内，升班马仍需依靠四个州级联赛的头名俱乐部参加升级季后赛来确定。

### 解散
1963年，高级联赛和二级联赛随着德国足球甲级联赛的设立而解散，其中南部和西部的各5支球队、北部的3支球队、西南的2支球队和柏林的1支球队获得了新赛事的参赛权。而未能晋身德甲的高级联赛球队连同二级联赛球队都转移至新成立的地区联赛，后者是分为北部、西部、南部、西南和柏林五个赛区作赛。对于纳入新成立德甲联赛的球队主要标准，是在1962年10月由德国足协理事会根据十二年期总评定进行确定。

### 冠军
| 年份 | 北部     | 西部           | 西南           | 南部           | 柏林               |
| ---- | -------- | -------------- | -------------- | -------------- | ------------------ |
| 1946 | –        | –              | 萨尔布吕肯     | 斯图加特       | 威默斯多夫         |
| 1947 | –        | –              | 凯泽斯劳滕     | 纽伦堡         | 夏洛滕堡           |
| 1948 | 汉堡     | 多特蒙德       | 凯泽斯劳滕     | 纽伦堡         | 奥伯舍讷维德联盟   |
| 1949 | 汉堡     | 多特蒙德       | 凯泽斯劳滕     | 奥芬巴赫踢球者 | 柏林1892           |
| 1950 | 汉堡     | 多特蒙德       | 凯泽斯劳滕     | 菲尔特         | 柏林普鲁士网球     |
| 1951 | 汉堡     | 沙尔克04       | 凯泽斯劳滕     | 纽伦堡         | 柏林普鲁士网球     |
| 1952 | 汉堡     | 红白埃森       | 萨尔布吕肯     | 斯图加特       | 柏林普鲁士网球     |
| 1953 | 汉堡     | 多特蒙德       | 凯泽斯劳滕     | 法兰克福       | 柏林06联盟         |
| 1954 | 汉诺威96 | 科隆           | 凯泽斯劳滕     | 斯图加特       | 柏林92             |
| 1955 | 汉堡     | 红白埃森       | 凯泽斯劳滕     | 奥芬巴赫踢球者 | 维多利亚1889       |
| 1956 | 汉堡     | 多特蒙德       | 凯泽斯劳滕     | 卡尔斯鲁厄     | 维多利亚1889       |
| 1957 | 汉堡     | 多特蒙德       | 凯泽斯劳滕     | 纽伦堡         | 柏林赫塔           |
| 1958 | 汉堡     | 沙尔克04       | 皮尔马森斯     | 卡尔斯鲁厄     | 柏林普鲁士网球     |
| 1959 | 汉堡     | 西发里亚黑尔讷 | 皮尔马森斯     | 法兰克福       | 柏林塔斯马尼亚1900 |
| 1960 | 汉堡     | 科隆           | 皮尔马森斯     | 卡尔斯鲁厄     | 柏林塔斯马尼亚1900 |
| 1961 | 汉堡     | 科隆           | 萨尔布吕肯     | 纽伦堡         | 柏林赫塔           |
| 1962 | 汉堡     | 科隆           | 普鲁士诺因基兴 | 纽伦堡         | 柏林塔斯马尼亚1900 |
| 1963 | 汉堡     | 科隆           | 凯泽斯劳滕     | 慕尼黑1860     | 柏林赫塔           |

关于北部和西部在1945－1947年的情况可参见英国占领区足球锦标赛

## 1974－1994年：第三级的业余高级联赛

### 重新设立
在德甲成立和高级联赛解散的十一年后，这一赛事于1974年在北部地区协会的辖下范围内再以“业余高级联赛（Amateur-Oberliga）”的名义重新设立。那里从此形成低于德甲的北部业余高级联赛，并在1974年德乙成立后同时取代了地区联赛的第三级赛事地位。但在西德的其它地区，则在此后四年仍沿用与如今协会联赛类似的“业余联赛（Amateurliga）”作为最高级别的业余赛事。直至1978年，业余高级联赛才在其它地区协会和西柏林设立。除了北部业余高级联赛和柏林业余高级联赛，在西部地区协会辖下还存在有北莱茵业余高级联赛和威斯特法伦业余高级联赛，在南部地区协会辖下有巴伐利亚业余高级联赛和巴登-符腾堡业余高级联赛，以及在西南地区协会有西南业余高级联赛。

### 纳入东德的足球协会
作为将民主德国的东德足球协会作为东北地区足协整合至如今适用于整个德国的德国足球协会的一部分，柏林业余高级联赛于1991年解散，并设立分为北部、中部和南部三个赛区的东北高级联赛。在这种特殊的情况下，艾森许滕斯塔特钢铁作为原东德工会杯的亚军，在整个德国适用的联赛系统中仅有纳入第三级的高级联赛。由于工会杯冠军汉莎罗斯托克参加了欧洲冠军杯，艾森许滕斯塔特钢铁同时便以杯赛亚军身份获得了欧洲优胜者杯的参赛权。然而这支第三级联赛球队在首轮便被加拉塔萨雷淘汰。1994年，此时已为十轨制的高级联赛再度解散，这是由于重新设立并包含有四个赛区的地区联赛已取代其成为业余足球领域的最高级别赛事。

### 冠军
| 年份 | 北部地区协会     | 西部地区协会                                             | 西南地区协会     | 南部地区协会                                                             | 柏林 / 东北地区协会                                    |
| ---- | ---------------- | -------------------------------------------------------- | ---------------- | ------------------------------------------------------------------------ | ------------------------------------------------------ |
| 1975 | 奥尔登堡         | –                                                        | –                | –                                                                        | –                                                      |
| 1976 | 阿米尼亚汉诺威   | –                                                        | –                | –                                                                        | –                                                      |
| 1977 | 不来梅哈芬93     | –                                                        | –                | –                                                                        | –                                                      |
| 1978 | 汉诺威奥斯塔特   | –                                                        | –                | –                                                                        | –                                                      |
| 1979 | 汉诺威奥斯塔特   | 北莱茵：红白奥伯豪森 威斯特法伦：黑尔福德                | 勒希林弗尔克林根 | 黑森：比尔斯塔特 巴登-符腾堡：乌尔姆1846 巴伐利亚：因戈尔施塔特-灵希     | 柏林：策伦多夫赫塔                                     |
| 1980 | 奥尔登堡         | 北莱茵：博霍尔特 威斯特法伦：埃尔肯施维克                | 普鲁士诺因基兴   | 黑森：黑森卡塞尔 巴登-符腾堡：斯图加特业余队 巴伐利亚：奥格斯堡          | 柏林：柏林普鲁士                                       |
| 1981 | 圣保利           | 北莱茵：科隆业余队 威斯特法伦：帕德博恩                  | 美因茨05         | 黑森：维多利亚格里斯海姆 巴登-符腾堡：桑德豪森 巴伐利亚：MTV因戈尔施塔特 | 柏林：柏林普鲁士                                       |
| 1982 | 云达不来梅业余队 | 北莱茵：吕特灵豪森 威斯特法伦：诺伊豪斯宫                | 洪堡08           | 黑森：FSV法兰克福 巴登-符腾堡：乌尔姆1846 巴伐利亚：奥格斯堡             | 柏林：柏林普鲁士网球                                   |
| 1983 | 圣保利           | 北莱茵：红白奥伯豪森 威斯特法伦：和睦哈姆                | 萨尔布吕肯       | 黑森：比尔斯塔特 巴登-符腾堡：乌尔姆1846 巴伐利亚：翁特哈兴              | 柏林：夏洛滕堡                                         |
| 1984 | 云达不来梅业余队 | 北莱茵：博霍尔特 威斯特法伦：居特斯洛                    | 洪堡08           | 黑森：比尔斯塔特 巴登-符腾堡：弗赖堡FC 巴伐利亚：慕尼黑1860              | 柏林：蓝白柏林90                                       |
| 1985 | 奥斯纳布吕克     | 北莱茵：红白埃森 威斯特法伦：和睦哈姆                    | 萨尔姆罗尔       | 黑森：维多利亚阿沙芬堡 巴登-符腾堡：桑德豪森 巴伐利亚：拜罗伊特          | 柏林：柏林普鲁士网球                                   |
| 1986 | 圣保利           | 北莱茵：红白埃森 威斯特法伦：舍平根                      | 沃玛蒂亚沃尔姆斯 | 黑森：奥芬巴赫踢球者 巴登-符腾堡：乌尔姆1846 巴伐利亚：兰茨胡特          | 柏林：夏洛滕堡                                         |
| 1987 | 梅彭             | 北莱茵：雷姆沙伊德08 威斯特法伦：埃尔肯施维克            | 和睦特里尔       | 黑森：奥芬巴赫踢球者 巴登-符腾堡：桑德豪森 巴伐利亚：拜罗伊特            | 柏林：柏林赫塔                                         |
| 1988 | 和睦不伦瑞克     | 北莱茵：杜伊斯堡 威斯特法伦：普鲁士明斯特                | 美因茨05         | 黑森：维多利亚阿沙芬堡 巴登-符腾堡：韦因海姆09 巴伐利亚：翁特哈兴        | 柏林：柏林赫塔                                         |
| 1989 | 哈费尔瑟         | 北莱茵：杜伊斯堡 威斯特法伦：普鲁士明斯特                | 埃登科本         | 黑森：黑森卡塞尔 巴登-符腾堡：罗伊特林根05 巴伐利亚：翁特哈兴            | 柏林：莱尼肯多夫狐狸                                   |
| 1990 | 奥尔登堡         | 北莱茵：伍珀塔尔 威斯特法伦：阿米尼亚比勒费尔德          | 美因茨05         | 黑森：红白法兰克福 巴登-符腾堡：卡尔斯鲁厄业余队 巴伐利亚：施韦因富特05  | 柏林：莱尼肯多夫狐狸                                   |
| 1991 | 沃尔夫斯堡       | 北莱茵：雷姆沙伊德 威斯特法伦：费尔                      | 普鲁士诺因基兴   | 黑森：黑森卡塞尔 巴登-符腾堡：普福尔茨海姆 巴伐利亚：慕尼黑1860          | 柏林：柏林普鲁士网球                                   |
| 1992 | 沃尔夫斯堡       | 北莱茵：伍珀塔尔 威斯特法伦：普鲁士明斯特                | 萨尔姆罗尔       | 黑森：维多利亚阿沙芬堡 巴登-符腾堡：罗伊特林根05 巴伐利亚：翁特哈兴      | 北区：柏林FC 中区：柏林联盟 南区：茨维考               |
| 1993 | 黑茨拉克         | 北莱茵：红白埃森 威斯特法伦：普鲁士明斯特                | 和睦特里尔       | 黑森：奥芬巴赫踢球者 巴登-符腾堡：乌尔姆1846 巴伐利亚：慕尼黑1860        | 北区：柏林普鲁士网球 中区：柏林联盟 南区：萨克森莱比锡 |
| 1994 | 埃姆登踢球者     | 北莱茵：福尔图娜杜塞尔多夫 威斯特法伦：帕德博恩-诺伊豪斯 | 和睦特里尔       | 黑森：FSV法兰克福 巴登-符腾堡：乌尔姆1846 巴伐利亚：奥格斯堡             | 北区：勃兰登堡 中区：柏林联盟 南区：茨维考             |

## 1994－2008年：第四级的高级联赛
在地区联赛于1994年重新设立、并整合至德乙联赛和业余高级联赛之间后，高级联赛直至2008年都仅可作为德国联赛系统的第四级赛事。由于它不再是业余范围内的最高级别，联赛的名称遂变更为高级联赛。其中东北高级联赛的赛区数量从三个缩减为两个。与此相反，前北部业余高级联赛最初则是拆分为汉堡/石荷（HH/SH）和下萨克森/不来梅（NI/HB）两个赛区。直至2004年，这两个赛区才再次合并。
对于地区联赛的升级资格，初期是威斯特法伦高级联赛、北莱茵足球高级联赛、黑森高级联赛、西南高级联赛、巴登-符腾堡足球高级联赛以及巴伐利亚高级联赛的冠军都可以直接升级。北部高级联赛至2004-05赛季以前则是由两个赛区的冠军角逐第七个升级名额。在两个赛区合并后，北部高级联赛的冠军也可直接升级。此外，第八个升级名额是由东北高级联赛的两个赛区冠军进行角逐。自2005-06赛季起，地区联赛的升级名额从八个增加至九个，从而使东北高级联赛的两个赛区冠军均可直接升级。

### 冠军
| 年份 | 北部地区协会                                                          | 西部地区协会                                                | 西南地区协会     | 南部地区协会                                                                  | 东北地区协会                                |
| ---- | --------------------------------------------------------------------- | ----------------------------------------------------------- | ---------------- | ----------------------------------------------------------------------------- | ------------------------------------------- |
| 1995 | 汉堡/石荷区：圣保利业余队 下萨克森/不来梅区：克洛彭堡                 | 北莱茵：红白奥伯豪森 威斯特法伦：居特斯洛                   | 凯泽斯劳滕业余队 | 黑森：诺伊基兴 巴登-符腾堡：桑德豪森 巴伐利亚：瓦克尔布格豪森                 | 北区：费尔滕90 南区：北豪森勇敢             |
| 1996 | 汉堡/石荷区：阿尔托纳93 下萨克森/不来梅区：里克林根体育之友           | 北莱茵：日耳曼尼亚特费伦 威斯特法伦：艾伦                   | 埃费尔斯贝格07   | 黑森：普鲁士富尔达 巴登-符腾堡：卡尔斯鲁厄业余队 巴伐利亚：魏斯迈因           | 北区：夏洛滕堡 南区：普劳恩                 |
| 1997 | 汉堡/石荷区：汉堡93 下萨克森/不来梅区：和睦诺德霍恩                   | 北莱茵：波恩 威斯特法伦：锡根体育之友                       | 凯泽斯劳滕业余队 | 黑森：韦恩陶努斯泰因 巴登-符腾堡：泰克山下基希海姆 巴伐利亚：慕尼黑1860业余队 | 北区：巴贝尔斯贝格03 南区：马格德堡         |
| 1998 | 汉堡/石荷区：荷尔斯泰因基尔 下萨克森/不来梅区：吕讷堡                 | 北莱茵：拜耳勒沃库森业余队 威斯特法伦：普鲁士多特蒙德业余队 | 埃费尔斯贝格07   | 黑森：FSV法兰克福 巴登-符腾堡：斯图加特业余队 巴伐利亚：施韦因富特05          | 北区：柏林克罗地亚 南区：德累斯顿           |
| 1999 | 汉堡/石荷区：圣保利业余队 下萨克森/不来梅区：哥廷根05                 | 北莱茵：红白埃森 威斯特法伦：波鸿业余队                     | 皮尔马森斯       | 黑森：达姆施塔特98 巴登-符腾堡：阿伦 巴伐利亚：罗霍夫                         | 北区：柏林赫塔业余队 南区：哈勒1896         |
| 2000 | 汉堡/石荷区：费尔德 下萨克森/不来梅区：埃姆登踢球者                   | 北莱茵：伍珀塔尔 威斯特法伦：许尔斯                         | 普鲁士诺因基兴   | 黑森：小卡本 巴登-符腾堡：桑德豪森 巴伐利亚：雅恩雷根斯堡                     | 北区：汉莎罗斯托克业余队 南区：霍耶斯韦达   |
| 2001 | 汉堡/石荷区：荷尔斯泰因基尔 下萨克森/不来梅区：哥廷根05               | 北莱茵：拜耳勒沃库森业余队 威斯特法伦：帕德博恩07           | 凯泽斯劳滕业余队 | 黑森：普鲁士富尔达 巴登-符腾堡：霍芬海姆1899 巴伐利亚：安斯巴赫09             | 北区：柏林迪纳摩 南区：马格德堡             |
| 2002 | 汉堡/石荷区：汉堡业余队 下萨克森/不来梅区：奥尔登堡                   | 北莱茵：科隆业余队 威斯特法伦：多特蒙德业余队               | 普鲁士诺因基兴   | 黑森：法兰克福业余队 巴登-符腾堡：普富伦多夫 巴伐利亚：奥格斯堡               | 北区：柏林赫塔业余队 南区：德累斯顿迪纳摩   |
| 2003 | 汉堡/石荷区：圣保利业余队 下萨克森/不来梅区：埃姆登踢球者             | 北莱茵：伍珀塔尔 威斯特法伦：沙尔克04业余队                 | 美因茨05业余队   | 黑森：埃施博恩 巴登-符腾堡：斯图加特业余队 巴伐利亚：福伊赫特                 | 北区：舍恩贝格95 南区：萨克森莱比锡         |
| 2004 | 汉堡/石荷区：荷尔斯泰因基尔业余队 下萨克森/不来梅区：沃尔夫斯堡业余队 | 北莱茵：费尔伯特 威斯特法伦：阿米尼亚比勒费尔德业余队       | 科布伦茨         | 黑森：达姆施塔特98 巴登-符腾堡：诺廷根 巴伐利亚：慕尼黑1860业余队             | 北区：柏林赫塔业余队 南区：普劳恩           |
| 2005 | 埃姆登踢球者                                                          | 北莱茵：拜耳勒沃库森业余队 威斯特法伦：瓦滕沙伊德09         | 普鲁士诺因基兴   | 黑森：埃施博恩 巴登-符腾堡：卡尔斯鲁厄业余队 巴伐利亚：拜罗伊特               | 北区：汉莎罗斯托克业余队 南区：卡尔蔡司耶拿 |
| 2006 | 威廉港                                                                | 北莱茵：普鲁士门兴格拉德巴赫二队 威斯特法伦：多特蒙德二队   | 皮尔马森斯       | 黑森：黑森卡塞尔 巴登-符腾堡：罗伊特林根05 巴伐利亚：因戈尔施塔特04           | 北区：柏林联盟 南区：马格德堡               |
| 2007 | 沃尔夫斯堡业余队                                                      | 北莱茵：红白奥伯豪森 威斯特法伦：费尔                       | 奥格斯海姆       | 黑森：FSV法兰克福 巴登-符腾堡：桑德豪森 巴伐利亚：雅恩雷根斯堡                | 北区：巴贝尔斯贝格03 南区：科特布斯能源二队 |
| 2008 | 荷尔斯泰因基尔                                                        | 北莱茵：普鲁士门兴格拉德巴赫二队 威斯特法伦：普鲁士明斯特   | 美因茨05二队     | 黑森：达姆施塔特98 巴登-符腾堡：弗赖堡二队 巴伐利亚：拜罗伊特                 | 北区：柏林赫塔二队 南区：哈勒               |

注：德国足协于2004年底决定，自2005-06赛季起弃用原用于俱乐部二线队的称谓“业余队”，并以罗马数字“II”（即二队）作为替代。

## 2008年至今：第五级的高级联赛

### 2008年架构重组
自德丙联赛于2008-09赛季设立以来，高级联赛只能作为第五级别赛事。此外，位于高级联赛之上的地区联赛赛区数量已由两个扩大至三个。作为上述赛事架构重组的一部分，在高级联赛的层面上也发生了一些架构调整。过去统一使用的赛事称谓“高级联赛”部分遭弃，并通常以地区性称谓替代。相关的例子包括在以往的语言惯用语中使用的黑森高级联赛和巴伐利亚高级联赛，如今已正式更名为黑森联赛或巴伐利亚联赛。
在北部地区协会的辖下范围内，北部高级联赛撤销。取代它的是以往由次级州立协会主办的各协会联赛，分别为下萨克森联赛（至2011年为双轨制）、汉堡联赛、石勒苏益格-荷尔斯泰因联赛和不来梅联赛。在西部地区协会的辖下范围内，北莱茵高级联赛和威斯特法伦高级联赛则合并为北威联赛。
北威联赛的冠军和亚军，以及西南高级联赛、黑森联赛、巴伐利亚联赛、巴登-符腾堡高级联赛、下萨克森联赛连同东北高级联赛两个赛区的冠军均可各自直接升入地区联赛。而不来梅联赛、汉堡联赛和石勒苏益格-荷尔斯泰因联赛的冠军则需参加升级季后赛来确定另一个升级名额。

### 2012年架构重组
在2012-13赛季开始前，再次发生了架构改革，它源自同时进行的地区联赛架构重新重组。2008年才设立的北威联赛再次解散。在其地位上，2008年解散的威斯特法伦高级联赛获得恢复，而2008年解散的北莱茵高级联赛则由其以往次级州立协会主办的协会联赛所取代，分别为下莱茵联赛和中莱茵联赛。与此同时，巴伐利亚联赛划分为南、北两个赛区。所有这些新设立的高级联赛的冠军以及威斯特法伦高级联赛的亚军自此都拥有直接升入地区联赛的资格。

### 冠军
| 年份 | 北部地区协会 | 西部地区协会                                                                    | 西南地区协会        | 南部地区协会                                                                                          | 东北地区协会                                  |
| ---- | --- | ------------------------------------------------------------------------------- | ------------------- | --- | --------------------------------------------- |
| 2009 | 汉堡：维多利亚汉堡 石荷：荷尔斯泰因基尔二队 下萨克森西区：奥尔登堡 下萨克森东区：戈斯拉尔08 不来梅：布林库姆             | 波恩                                                                            | 萨尔布吕肯          | 黑森：瓦尔德吉尔梅斯 巴登-符腾堡：索嫩霍夫大阿斯帕赫 巴伐利亚：魏登                                   | 北区：柏林普鲁士网球 南区：莫伊塞尔维茨       |
| 2010 | 汉堡：维多利亚汉堡 石荷：荷尔斯泰因基尔二队 下萨克森西区：哈费尔瑟 下萨克森东区：和睦不伦瑞克二队 不来梅：云达不来梅三队 | 维登布吕克2000                                                                  | 洪堡08              | 黑森：FSV法兰克福二队 巴登-符腾堡：霍芬海姆1899二队 巴伐利亚：梅明根                                  | 北区：科特布斯能源二队 南区：RB莱比锡         |
| 2011 | 汉堡：圣保利二队 石荷：新明斯特 下萨克森：梅彭 不来梅：云达不来梅三队                                                    | 红白埃森                                                                        | 伊达尔-奥伯施泰因07 | 黑森：拜仁阿尔策瑙 巴登-符腾堡：瓦德霍夫曼海姆 巴伐利亚：伊斯马宁                                     | 北区：托尔格洛狮鹫 南区：日耳曼尼亚哈伯斯塔特 |
| 2012 | 汉堡：维多利亚汉堡 石荷：新明斯特 下萨克森：戈斯拉尔08 不来梅：奥伯诺伊兰                                                | 维多利亚科隆                                                                    | 洪堡08              | 黑森：埃施博恩 巴登-符腾堡：乌尔姆1846 巴伐利亚：罗森海姆1860                                         | 北区：汉莎罗斯托克二队 南区：茨维考           |
| 2013 | 汉堡：埃尔姆斯霍恩 石荷：艾切德 下萨克森：和睦不伦瑞克二队 不来梅：云达不来梅三队                                        | 中莱茵：亨内夫05 下莱茵：乌丁根05 威斯特法伦：利普施塔特08                      | 茨魏布吕肯          | 黑森：鲍纳塔尔 巴登-符腾堡：内卡艾尔兹 巴伐利亚北区：施韦因富特05 巴伐利亚南区：沙尔丁-海宁           | 北区：柏林维多利亚 南区：北豪森勇敢           |
| 2014 | 汉堡：达森多夫 石荷：吕贝克 下萨克森：吕讷堡汉萨 不来梅：不来梅                                                          | 中莱茵：亨内夫05 下莱茵：霍内佩尔-尼德莫姆特 威斯特法伦：阿米尼亚比勒费尔德二队 | 皮尔马森斯          | 黑森：于格斯海姆 巴登-符腾堡：阿斯多里亚瓦尔多夫 巴伐利亚北区：上弗兰肯拜罗伊特 巴伐利亚南区：艾夏    | 北区：柏林迪纳摩 南区：布迪萨包岑             |
| 2015 | 汉堡：达森多夫 石荷：希尔克塞 下萨克森：德罗赫特森/阿塞尔 不来梅：不来梅                                                 | 中莱茵：韦格贝格-贝克 下莱茵：费尔伯特 威斯特法伦：埃恩德特布吕克               | 萨尔05萨尔布吕肯    | 黑森：施泰因巴赫 巴登-符腾堡：斯皮尔贝格 巴伐利亚北区：维多利亚阿沙芬堡 巴伐利亚南区：赖因1896        | 北区：拉特诺光学 南区：RB莱比锡二队           |
| 2016 | 汉堡：达森多夫 石荷：艾切德 下萨克森：狼马丁尼沃尔夫斯堡 不来梅：不来梅                                                  | 中莱茵：波恩 下莱茵：伍珀塔尔 威斯特法伦：锡根体育之友                          | 科布伦茨            | 黑森：条顿尼亚瓦岑伯恩-施泰因贝格 巴登-符腾堡：乌尔姆1846 巴伐利亚北区：塞利根波滕 巴伐利亚南区：加兴 | 北区：菲尔斯滕瓦尔德联盟 南区：莱比锡火车头   |